# Petite rivière Pikauba
Pour les articles homonymes, voir Pikauba.
La Petite rivière Pikauba est un affluent de la rivière Pikauba, coulant dans la province de Québec, au Canada, dans les régions administratives du Saguenay–Lac-Saint-Jean dans le territoire non organisé de Lac-Ministuk, dans la municipalité régionale de comté du Fjord-du-Saguenay.
La Petite rivière Pikauba coule entièrement dans la réserve faunique des Laurentides. La vallée de la petite rivière Pikauba est surtout accessible grâce à la route 169 et la route 175 (reliant Québec et Chicoutimi).
La foresterie s'est développée dans le secteur dès la fin du XIXe siècle, engendrant ainsi le développement des activités de chasse et de pêche.

## Géographie
La Petite rivière Pikauba prend sa source au lac Beloeil dans la réserve faunique des Laurentides.
À partir de sa source elle coule sur environ 56 km selon les segments suivant :
- vers le sud-ouest, jusqu'à un coude de rivière, correspondant à la décharge des lac Fortier et Decoigne venant du sud-est ;
- vers le nord-ouest jusqu'à la décharge du lac Fitou venant du nord puis jusqu'à la décharge du lac Dumais venant du nord ;
- vers le sud-ouest en traversant une baie et la partie nord du lac Talbot (altitude : 757 m) jusqu'à sa décharge ;
- vers le nord-ouest dans une vallée encaissée en coupant la route 175 jusqu'à la décharge du lac Tourangeau venant de l'est puis dans une vallée encaissée en serpentant jusqu'à un ruisseau venant du sud jusqu'au ruisseau Jean-Baptiste venant du sud-ouest puis jusqu'au ruisseau In venant de l'est, lequel draine le lac Lévesque, puis jusqu'à la décharge du lac de l'Ondée venant du sud-ouest puis jusqu'à la décharge des lacs Albert et Paul venant de l'est puis jusqu'au Grand Ruisseau venant du sud-est puis, en traversant plusieurs rapides, jusqu'à sa confluence rive droite avec la rivière Pikauba[3].

À partir de la confluence de la Petite rivière Pikauba et de la rivière Pikauba le courant suit successivement le cours de cette dernière vers le nord, traverse le lac Kénogami vers le nord-est jusqu'au barrage de Portage-des-Roches, puis suit le cours de la rivière Chicoutimi vers l'est, puis celui de la rivière Saguenay  vers l'est jusqu'à Tadoussac où il conflue avec l'estuaire du Saint-Laurent.

## Toponymie
Le toponyme « Petite rivière Pikauba » a été officialisé le 8 janvier 1981 à la Banque des noms de lieux de la Commission de toponymie du Québec.